# Поділ (Кременчуцький район)
Поді́л — село в Україні, у Семенівській селищній громаді Кременчуцького району Полтавської області. Населення становить 232 осіб.

## Географія
Село Поділ знаходиться на правому березі річки Хорол, вище за течією на відстані 2,5 км розташоване село Грицаї, нижче за течією на відстані 5 км розташоване село Демченки, на протилежному березі — село Біляки. Уздовж русла річки проведено кілька іригаційних каналів.

## Історія
12 червня 2020 року, відповідно до розпорядження Кабінету Міністрів України № 721-р «Про визначення адміністративних центрів та затвердження територій територіальних громад Полтавської області», село увійшло до складу Семенівської селищної міської громади.
19 липня 2020 року, в результаті адміністративно - територіальної реформи та ліквідації Семенівського району, село увійшло до складу новоутвореного Кременчуцького району.